# Европейский зелёный фонд

Логотип фонда

Европейский зелёный фонд (англ. Green European Foundation) — политическая организация общеевропейского уровня. Основана в 2008 году по решению Европейской комиссии, финансируется Европейским парламентом. Фонд независимый, но близок к другим европейскими экологическим организациям, таким как Европейская партия зелёных и фракция Зелёные — Европейский свободный альянс в Европейском парламенте. Фонд призывает европейских граждан участвовать в европейских политических дискуссиях с целю сформировать более сильную, открытую европейскую демократию.